# なかよしテレビ
『なかよしテレビ』は、フジテレビで毎週水曜24:45 - 25:10（木曜午前0:45 - 1:10、JST）に放送されていた討論バラエティ番組である。2011年10月19日開始されたが、好評だったため、2012年4月からは特別番組として不定期にゴールデンタイム枠で放送されている。
開始前の同年6月24日25:05 - 27:05（25日午前1:05 - 3:05、JST）に、事実上のパイロット版『日中韓TV』（にっちゅうかんティーヴィー）が放送されていた。2012年3月21日、明確なアナウンスがないまま深夜番組としては放送終了となり、（終）マークは付けられなかった。

## 内容
日本を含む3か国の代表団が、さまざまなジャンルのテーマについて「お国自慢」をする。「今まで以上にお互いの国のことを理解し、今まで以上に仲良くなるため、互いに本音をぶつけあって仲良くなろう（いわゆる相互理解）」という主旨。
当初はパイロット版の流れを汲んだ「アジア最新バラエティ」として日本、中国、韓国の代表団が出演していたが、2012年以降はアメリカやインドなどの代表団を呼ぶなど、幅を広げている。タイやロシアの代表団を呼ぶことも検討されている。
カスペ版は一貫して日中韓で行われていたが、第4回放送で欧州代表団が登場している。
2012年11月27日に放送された第6回を最後に放送は行われていない。

### カスペ版
第一回（2012年1月17日）
レギュラー放送と並行したゴールデンスペシャル。
第二回(2012年3月23日）
ローカルセールス枠の関係で、東海テレビ、関西テレビ、テレビ西日本は19:57からの飛び乗り放送だった。
第三回（2012年5月15日）
レギュラー放送終了後の初めての放送。サブタイトルは「日中韓の超オトク物件を紹介したらなぜか大ゲンカになっちゃったよSP」。
第四回（2012年8月7日)
サブタイトルは「教育！政治家！消費税！みんなの怒りを全部ぶつけたら日本の今が勉強できたよSP」。日中韓による通常のお国自慢に加え、アメリカ・インド・カナダなどを加えた各国代表と、「ゴタゴタの中心」である日本の政治家を交えた日本代表団が討論するコーナー「緊急企画！ついにニッポン人も大激怒！日本のゴタゴタに世界中が心配しているぞSP！」が行われた。また「ファッション」についてのお国自慢では、番組初の欧州代表団（旗はEU）が登場している。
第5回（2012年9月25日）
第6回（2012年11月27日）

## エピソード
2012年1月17日放送「なかよしテレビ」の番宣番組において、在日韓国人タレントのリュウ・ヒジュンは「日本の芸能は草野球レベル、韓国の芸能はプロ野球レベル」と日本の芸能を草野球に例えて侮辱した上で、「ビルボードにはK-POPのランキングがあるが、J-POPはそこまですら行けてない」と発言した。しかし、この発言を検証した結果、ビルボードにJ-POPランキングがないというのは事実に反し、同ランキング (Billboard Japan Hot 100) が新設されたのはアジアで1番目（K-POP (K-pop Hot 100) はJ-POPに続きアジアで2番目）であることが発覚した。

## 出演

### 司会
- 上田晋也（くりぃむしちゅー）

進行役。しばしばこの番組の「建前」を強調するが、同時に「まあ仲良くはなれないだろうな」と諦観もしている。

### 代表団
日本
- 田原総一朗（ジャーナリスト）
- 青山繁晴（独立総合研究所 社長/所長[4]）[5]
- 舛添要一（政治家/新党改革 代表）
- 石破茂（衆議院議員）
- 渡辺喜美（政治家/みんなの党 代表）
- 小池百合子（衆議院議員）
- 杉村太蔵（政治家）
- 矢野浩二（在中国の俳優・司会者）
- 森永卓郎（経済アナリスト）
- 重盛さと美（タレント）

上田にオチの発言を振られることが多い。
- 吉木りさ（グラビアアイドル）
- 芹那（当時SDN48）
- 鈴木奈々（モデル）
- 梨衣名（モデル）- レギュラーでは日本代表団として出演。但し、レギュラー放送終了後は『カスペ!』枠でのみの放送となるため、2012年度分の特番での放送以降は中国代表団としての出演となる模様[6]
- 室井佑月（作家）[5]
- 麻木久仁子（タレント）
- 大桃美代子（タレント）
- 小島慶子（タレント/元TBSアナウンサー、ラジオパーソナリティー）
- 森泉（タレント）
- 井森美幸（タレント）
- 木村祐一（タレント）
- 大島麻衣（タレント）
- 佐々木主浩（元メジャーリーガー）
- 丸山桂里奈（なでしこジャパン/ジェフユナイテッド市原・千葉レディース※出演当時）
- 菊川怜（女優）
- 河北麻友子（女優）
- 鈴木砂羽（女優）
- テリー伊藤（演出家/テレビプロデューサー）

上記2名は2012年1月期放送の日中印シリーズにて初出演。テリーが出演した事から、特別企画として『ここがヘンだね日本人』が番組内で放送された。名前はテリーがレギュラー出演していた他局の番組のパロディーだが、上田曰く「パクリのプロフェッショナル（中国代表団）のお墨付きをもらったから問題ない」らしい。
- 東国原英夫（政治家/前宮崎県知事）
- マツコ・デラックス（コラムニスト）

上記2名は2012年の『カスペ!』枠の新春特番にて登場。東国原・マツコ両氏は反論連発。特にマツコは暴言も連発していた。
- ミッツ・マングローブ（女装家）
- 北斗晶（タレント）
- えなりかずき（俳優）
- 細川茂樹（俳優）
- 神田瀧夢（グローバル･アクター）
- 矢野浩二（俳優）
- 服部幸應（料理研究家）
- 品田秀雄（日経エンタテイメント編集委員）
- 有村昆（映画コメンテーター）
- 太田光代（芸能プロダクション社長/タイタン社長）
- 吉村崇（芸人/平成ノブシコブシ）

初期のレギュラー出演。また、日本側VTRのナレーションも担当する。日本代表団の発言に横やりを入れられた際、北の国からの五郎（田中邦衛）ものまねで「喋ってるでしょうが!」と一喝するのがお約束となっている。
- 大島美幸（芸人/森三中）
- 河本準一（芸人/次長課長）
- 古坂大魔王（芸人）
- 有野晋哉（芸人/よゐこ）
- 水道橋博士（芸人/浅草キッド）
- カンニング竹山（芸人）
- 渡部建（芸人/アンジャッシュ）
- 出川哲朗（芸人）
- 中田敦彦（芸人/オリエンタルラジオ）
- 北村晴男（弁護士）

北村先生は他の国の代表団の日本の批判の所や他の代表団の国の問題を反論や弁論などの大言論をトークしてる。
中国
- 周来友（ジャーナリスト）日中米シリーズでテロップ上の肩書がトラブル孫悟空に

中国の出る回ではレギュラー出演。中国側VTRのナレーション担当。度重なる暴言から「トラブル孫悟空」という異名を持つ。
2012年のゴールデン特番にてパクリ疑惑で日本をはじめ世界に噂の広まっている中国のアイドル『AK98』の取材ロケを、本職の「ジャーナリスト」敢行、日本だけでなく韓国のものまで取り入れている（取材当時、番組収録時に韓国の女性音楽グループ・少女時代の『GENIE』をBGMにダンスを披露していた）ことを突き止めるも、途中で「怖いお兄さん」達に捕まったため断念した。司会の上田とは、『教えてMr.ニュース 池上彰のそうなんだニッポン』でも共演している。
- 張景子（日中韓友好コーディネーター/経済ジャーナリスト）

コメンテーターとして日本の報道番組、討論番組に出演。過去には『ここがヘンだよ日本人』『そこまで言って委員会』にも出演経験がある。
- チェン・チュー（タレント/当時SDN48）
- 宋文洲（経済評論家/ソフトブレーン創業者）
- 葉千栄（ジャーナリスト/東海大教授）
- 鄭剣豪（実業家）
- 曹永慶（ショップ店員）
- 程波（オペラ歌手）
- 叶盛悦（DJ）（中藝）
- 劉子煌（中国語教師）
- アグネス・チャン（歌手）※ゴールデン版にて出演

韓国
- ヒョンギ（ナレーター、韓国のコメディアン）
- 金慶珠（大学准教授/東海大学准教授）
- コン・テユ（タレント）
- キム・キョジュン
- リュウ・ヒジュン（タレント）

通称「韓国の理屈番長」。1998年に『ここがヘンだよ日本人』にてレギュラー出演。NHK『ハングル語講座』にも出演経験がある。
- 朴一（大学教授/大阪学院大学教授）
- SE7EN（歌手）
- イ・テガン（タレント）
- SORA（アーティスト）
- インソク（アーティスト）
- eP（メディコメンテーター）
- サイ・ミカ（OL）

アメリカ (USA)
- デーブ・スペクター（放送プロデューサー（米国）/タレント・海外芸能ジャーナリスト（日本））
- ケビン・クローン（ジャーナリスト）

国際コラムニスト。1998年に『ここがヘンだよ日本人』にレギュラー出演し、「アメリカ絶対主義を掲げる人物」として強烈な個性を発揮。その後は『太田総理』『そこまで言って委員会』等にも出演している。
- ジャミール（アーティスト）
- ローザ・ユリ（通訳/元CIAスパイ[要出典]）※グルジア出生・ロシア出身
- ジェームス・スキナー（経営コンサルタント）
- ウェスタン・ローソン（システムエンジニア）

インド（インド共和国）
- サニー・フランシス（コメンテーター）

来日25年のインド人。1998年に『ここがヘンだよ日本人』にレギュラー出演し、「関西弁を流暢に話すインド人」として人気を博す。関西テレビでは平日のニュース番組『FNNスーパーニュースアンカー』に出演。また、FM COCOLOでは初期からさまざまな番組を担当してる経歴もかなり長く、DJとして出演。映画評論家としても関西ではかなりの人気もの。芸能活動傍ら、神戸の灘区では″インドと台湾のお惣菜お弁当の持ち帰り専門店″WIFE　IS　BOSS″経営中。
- ハルニー

日中印シリーズの初回で「インド料理に"カレー"は無い」と猛反論。
- ジェイ（WEBディレクター）
- ナン（企業コーディネーター）
- スミタ（会社員）

## テーマソング
「We are the 日中韓」
「We are the 日中米」
「We are the 日中印」
その日の論客全員で合唱する。
曲はいずれもほぼ同じで、参加国に応じて歌詞を替える。
カスペ版では、「喧嘩ばかりしていたこの番組ですが、最後は仲良く歌で締めます」というナレーションから、エンディングとしてこの曲を流す。

## スタッフ
- ナレーション：松元真一郎（フジテレビアナウンサー。アバンタイトルで「何故揉めてしまうのか!?」と叫ぶのがお約束）、真地勇志（カスペ版）、三石琴乃（カスペ版2012年3月23日放送分のみ）、藤野とも子（カスペ版2012年5月15日放送分のみ）
- 構成：石原健次、渡辺真也、大平尚志、長谷川優、永井孝裕（カスペ版2012年8月7日放送分）
- 美術制作：アベキヨージ
- デザイン：鈴木賢太
- 美術進行：林勇（カスペ版2012年5月15日放送分）、村瀬大
- 大道具：松本達也
- 装飾：門間誠
- 衣装：河合百合香（カスペ版2012年5月15日、8月7日放送分）
- メイク：宮崎香
- アクリル装飾：斉藤祐介
- CG：Orb
- TP：塩津英史
- TM：高瀬義美
- SW：藤本敏行
- カメラ：小川利行、宮崎健司
- 映像：斎藤雄一
- 音声：奈良岡純一
- 照明：川田敦史
- マルチ：上福更記
- 編集：江原英生、水野智史、菊地正吾、後藤勝利
- MA：阿部雄太
- 音響効果：大平拓也、飛田麻美子
- 技術協力：ニューテレス、FLT、4-Legs、IMAGICA
- リサーチ：NO.1S、JK VISION、高森雄幸、孫銀淑（カスペ版2012年5月15日放送分のみ）
- 制作協力：D:COMPLEX
- 広報：鈴木良子
- 編成：安喜昌史→松本祐紀（カスペ版2012年8月7日放送分から）
- デスク：中成子、高畑知恵子（カスペ版2012年5月15日放送分から）
- TK：水越理恵、斉藤裕里（途中まで）
- AD：清水悠貴、筧大輝、柴田真嗣、中山敦雄、佐藤千尋、菅田美穂（カスペ版2012年11月27日放送分）
- AP：石川敬大、開発勇輔（以前はAD、カスペ版2012年11月27日放送分）
- ディレクター：浅野克己、井上洋平、大平進士、児玉昌平／池山喜勇、堤俊博、尾谷亜貴崇、池田哲也、石武士、中嶋亮介、大喜多高志、下田亮太、角山僚祐（共にカスペ版のみ）
- プロデューサー：三浦淳、川嶋典子（レギュラー版のみ）、石橋裕子→増谷秀行
- 演出：神尾昌宏
- チーフプロデューサー：神原孝（カスペ版2012年5月15日放送分まで）
- 総合演出：小仲正重（以前はプロデュース・演出）
- 製作著作：フジテレビ

## ネット局

### 日中韓TV
| 放送日        | 放送時間      | 放送局             | 放送対象地域   | 備考      |
| ------------- | ------------- | ------------------ | -------------- | --------- |
| 2011年6月24日 | 25:05 - 27:05 | フジテレビ (CX)    | 関東広域圏     | 制作局    |
| 2011年7月17日 | 25:15 - 27:15 | テレビ静岡 (SUT)   | 静岡県         | 23日遅れ  |
| 2011年9月25日 | 26:05 - 28:00 | 東海テレビ (THK)   | 中京広域圏     | 93日遅れ  |
| 2011年10月5日 | 24:35 - 26:35 | テレビ新広島 (TSS) | 広島県         | 103日遅れ |
| 2011年10月6日 | 25:30 - 27:32 | 関西テレビ (KTV)   | 近畿広域圏     | 104日遅れ |
| 2011年12月4日 | 12:00 - 13:54 | テレビ西日本 (TNC) | 福岡県         | 163日遅れ |
| 2012年1月28日 | 14:00 - 16:00 | 岡山放送 (OHK)     | 岡山県・香川県 | 218日遅れ |

### なかよしテレビ
| 放送期間                       | 放送時間           | 放送局                 | 放送対象地域   | 備考       |
| ------------------------------ | ------------------ | ---------------------- | -------------- | ---------- |
| 2011年10月19日 - 2012年3月21日 | 水曜 24:45 - 25:10 | フジテレビ (CX)        | 関東広域圏     | 制作局     |
| 2011年10月19日 - 2012年3月21日 | 水曜 24:45 - 25:10 | 仙台放送 (OX)          | 宮城県         | 同時ネット |
| 2011年10月25日 -               | 火曜 25:30 - 25:58 | 関西テレビ (KTV)       | 近畿広域圏     | 6日遅れ    |
| 2011年10月26日 -               | 水曜 24:45 - 25:10 | テレビ新広島 (TSS)     | 広島県         | 7日遅れ    |
| 2011年10月26日 -               | 水曜 25:35 - 26:00 | テレビ西日本 (TNC)     | 福岡県         | 7日遅れ    |
| 2011年10月27日 -               | 木曜 24:35 - 25:00 | 新潟総合テレビ (NST)   | 新潟県         | 8日遅れ    |
| 2011年10月27日 -               | 木曜 24:35 - 25:05 | テレビくまもと (TKU)   | 熊本県         | 8日遅れ    |
| 2011年10月27日 -               | 木曜 24:45 - 25:10 | 岡山放送 (OHK)         | 岡山県・香川県 | 8日遅れ    |
| 2011年10月27日 -               | 木曜 25:35 - 26:05 | 東海テレビ (THK)       | 中京広域圏     | 8日遅れ    |
| 2011年10月28日 -               | 金曜 25:50 - 26:15 | 秋田テレビ (AKT)       | 秋田県         | 9日遅れ    |
| 2011年10月31日 -               | 月曜 24:35 - 25:00 | さくらんぼテレビ (SAY) | 山形県         | 12日遅れ   |
| 2011年11月1日 -                | 火曜 24:40 - 25:05 | 北海道文化放送 (UHB)   | 北海道         | 13日遅れ   |
| 2011年11月2日 -                | 水曜 24:35 - 25:00 | サガテレビ (STS)       | 佐賀県         | 14日遅れ   |
| 2011年11月2日 -                | 水曜 24:45 - 25:11 | 鹿児島テレビ (KTS)     | 鹿児島県       | 14日遅れ   |
| 2011年11月2日 -                | 水曜 25:10 - 25:35 | 長野放送 (NBS)         | 長野県         | 14日遅れ   |
| 2011年11月3日 -                | 木曜 24:45 - 25:10 | テレビ長崎 (KTN)       | 長崎県         | 15日遅れ   |
| 2011年11月4日 -                | 金曜 25:25 - 25:50 | 沖縄テレビ (OTV)       | 沖縄県         | 16日遅れ   |
| 2011年11月15日 -               | 火曜 15:30 - 16:00 | テレビ愛媛 (EBC)       | 愛媛県         | 27日遅れ   |
| 2011年11月27日 -               | 日曜 24:25 - 24:50 | 福井テレビ (FTB)       | 福井県         | 39日遅れ   |
| 2012年1月17日 -                | 火曜 15:05 - 15:29 | 山陰中央テレビ (TSK)   | 島根県・鳥取県 | 不明       |
| 2012年4月4日 -                 | 水曜 16:28 - 16:53 | 石川テレビ (ITC)       | 石川県         | 不明       |